# Delegação de Ondô na Assembleia Nacional da Nigéria
A delegação de Ondô da Assembleia Nacional da Nigéria compreende três Senadores representando Ondô Norte, Ondô Sul, Ondô Central e oito Representantes representando Acocô Sudeste/Sudoeste, Irelê/Oquitipupá, Ilê-Oluji Oqueibô/Odibô, Acocô Nordeste/Noroeste, Idanrê/Ifedorê, Ondô Leste/ Oeste, Acurê Norte /Sul, e Owo/Ose.

## Quarta República

### O 4º Parlamento (1999 - 2003)
|               |                           |         |                         |           |
| Cargo         | Nome                      | Partido | Eleitorado              | Período   |
|               |                           |         |                         |           |
| Senador       | Ayo Lawrence Olawumi      | AD      | Ondo Norte              | 1999–2003 |
| Senador       | Meroyi Omololu Samuel     | AD      | Ondo Sul                | 1999–2003 |
| Senador       | Ogunniya Gbenga           | AD      | Ondô Central            | 1999–2003 |
|               |                           |         |                         |           |
| Representante | Orimoloye Peter Saka      | AD      | Acocô Sudeste/Sudoeste  | 1999–2003 |
| Representante | Abayomi Sheba             | PDP     | Irelê/Oquitipupá        | 1999–2003 |
| Representante | Ayo-Adeyemi Janet F.      | AD      | Ilê-Oluji Oqueibô/Odibô | 1999–2003 |
| Representante | Dada Busari               | AD      | Acocô Nordeste/Noroeste | 1999–2003 |
| Representante | Fagbite Lawrence Akinyele | AD      | Idanrê/Ifedorê          | 1999–2003 |
| Representante | Oladejo Akinnifesi        | AD      | Ondô Leste/ Oeste       | 1999–2003 |
| Representante | Omoseebi Rufus Akinwumi   | AD      | Acurê Norte /Sul        | 1999–2003 |
| Representante | Omotosho Michael          | AD      | Ouó/Ossê                | 1999–2003 |